# الجيل الجديد (فلم)
الجيل الجديد هو فيلم مصري تم إنتاجه عام 1945، تأليف يوسف جوهر وإخراج أحمد بدرخان و بطولة حسين صدقي وسميرة خلوصي.

## فريق العمل
إخراج: أحمد بدرخان
تأليف: يوسف جوهر
إنتاج: أفلام مصر الحديثة (حسين صدقي)
بطولة:
- حسين صدقي
- سميرة خلوصي
- علوية جميل
- منسي فهمي
- منى
- محمد الديب
- السيد بدير
- عبد القادر المسيري
- محمد توفيق
- محمد عبد المطلب
- حسن كامل

## روابط خارجية
- مقالات تستعمل روابط فنية بلا صلة مع ويكي بيانات